# Квапиш Максим Віталійович
Макси́м Віта́лійович Ква́пиш, псевдо Булінь (12 травня 2000, м. Кам'янець-Подільський, Кам'янець-Подільський район, Хмельницька область — 26 травня 2022, Запорізька область) — український військовослужбовець та громадський активіст, учасник російсько-української війни.
https://maxbulin.com.ua/

## Життєпис
Квапиш Максим Віталійович («Булінь») народився 12 травня 2000 року в місті Кам'янці-Подільському Хмельницької області. Навчався у Кам'янець-Подільській спеціалізованій загальноосвітній школі І-ІІІ ступенів № 5 з поглибленим вивченням інформатики. Згодом продовжив навчання у Кам'янець-Подільському фаховому коледжі індустрії, бізнесу та інформаційних технологій за спеціальністю «Розробка програмного забезпечення». Вищу освіту за цією ж спеціальністю здобував у Тернопільському національному економічному університеті.
Ще з дитинства займався спортивним туризмом на базі Станції Юних Туристів (СЮТур, пізніше перейменовано у ПНВО) у складі місцевої команди «Грім». Брав участь у безлічі різноманітних змагань міського, обласного та всеукраїнського рівнів. Досяг перших дорослих розрядів зі спортивного туризму та спортивного орієнтування. Також мав суддівську категорію зі спортивного туризму.
Був учасником прес-конференції в «Укрінформі», на якій обговорювалося питання знищення лісів, зокрема вирубки Холодного Яру. Також Максим був співорганізатором проєкту допомоги дитбудинкам «Наше майбутнє», організовував розважальні та освітньо-виховні заходи для дітей.
У 2015 році розпочав військовий вишкіл. Пізніше став інструктором зі штурмового альпінізму парамілітарної організації «Сокіл». З 2018 по 2020 роки був десятником у ГО відокремленого обласного осередку м. Кам'янця-Подільського «Національні дружини». Максим став справжнім ідеологом колективу, проводив лекції, запрошував людей із різних сфер для потужного розвитку організації.
З 2019 року розпочав службу у військовому резерві окремого загону спеціального призначення «Азов».
До повномасштабної російсько-української війни Максим був командиром київського осередку «Авангард Культурна Спілка». Під його керівництвом влаштовувалися походи маловідомими місцями України, проводилась активна організаційно-просвітницька робота, зокрема, організація протестних акцій проти проросійських сил та інших ворогів України. Максим також займався перекладацькою діяльністю у видавництві «Пломінь», виховував молодших бійців «Авангарду».
21 серпня 2020 року одружився.
У травні 2021 року потрапив на фронт у складі добровольчого підрозділу «Фрайкор». Служив на посаді кулеметника.
З 24 лютого 2022 року брав участь у бойових діях разом з бійцями «Авангард Культурна Спілка» у складі ТРО «Азов» Київ. Пройшов велику кампанію в Києві, брав участь у диверсійних операціях, де й зазнав першого поранення в ногу. З простреленою кінцівкою, пробігши кілька кілометрів, разом з групою відступив і перейшов убрід невелику річку. Побратими довезли Максима до лікарні, але він відмовився від госпіталізації, аби якнайшвидше повернутися до свого підрозділу.
Під час штурму на Запорізькому напрямку він в авангарді головного дозору рушив на позиції ворога, де знищив окупанта у ближньому бою, але сам отримав поранення, через які загинув. Загін захопив ворожі позиції, а ті окупанти, які не встигли втекти, були винищені.

## Нагороди
- орден «За мужність» III ступеня (12 грудня 2022, посмертно) — за особисту мужність і самовіддані дії, виявлені у захисті державного суверенітету та територіальної цілісності України, вірність військовій присязі.
- нагороджений посмертно відзнакою Кам'янець-Подільського міського голови «За заслуги перед міською громадою». За особисту мужність і героїзм, проявлені при захисті державного суверенітету та територіальної цілісності України, вірність військовій присязі.

У рідному місті Максима були встановлені пам'ятні дошки.
У Кам'янці-Подільському створили мурал на честь Максима Квапиша. 
Також вулицю Шмідта перейменували на вулицю Максима Квапиша.